# Harold Holt
Harold Edward Holt (5 de agosto de 1908 – desaparecido em 17 de dezembro de 1967) foi um político australiano e o 17° primeiro-ministro da Austrália. Holt tornou-se famoso por misteriosamente desaparecer em dezembro de 1967 enquanto nadava em Cheviot Beach, próximo a Portsea, Victoria, e presumivelmente afogou-se.

## Vida
Holt, nascido em Sydney, morou em Melbourne a partir de 1920. Ele foi o primeiro primeiro-ministro nascido no século XX, depois da Federação da Austrália. Ele estudou direito na Universidade de Melbourne e teve sua própria prática jurídica, tornando-se, aos 27 anos de idade, o membro de Fawkner na Câmara dos Representantes em uma eleição suplementar de 1935. Protegido de Robert Menzies, ele foi ministro no governo do Partido da Austrália Unida de 1939. Ele manteve uma série de pastas menores até a derrota do governo em 1941. Seu mandato foi interrompido por um breve período no Exército Australiano, que terminou quando ele foi chamado de volta ao gabinete após as mortes de três ministros no desastre aéreo de 1940 em Canberra. Ele se juntou ao novo Partido Liberal após sua criação em 1945.
Quando os liberais assumiram o cargo em 1949, Holt tornou-se uma figura importante no novo governo. Como Ministro da Imigração (1949–1956), ele expandiu o esquema de imigração do pós-guerra e relaxou a política da Austrália Branca pela primeira vez. Ele também foi influente como Ministro do Trabalho e do Serviço Nacional (1949–1958), onde lidou com várias disputas de relações industriais. Holt foi eleito vice-líder do Partido Liberal em 1956 e, após a eleição de 1958, substituiu Arthur Fadden como tesoureiro. Ele supervisionou a criação do Banco da Reserva da Austrália e introduziu um sistema decimal no Dólar australiano, mas foi culpado por uma crise de crédito que quase custou à Coalizão as eleições de 1961. No entanto, a economia logo se recuperou e Holt manteve seu lugar como o herdeiro de Menzies.
Holt se tornou primeiro-ministro em janeiro de 1966, eleito sem oposição como líder liberal após a aposentadoria de Menzies. Ele lutou nas eleições gerais naquele ano, obtendo uma vitória esmagadora. O governo Holt continuou o desmantelamento da política da Austrália Branca, emendou a constituição para dar ao governo federal a responsabilidade pelos assuntos indígenas e tirou a Austrália do bloco da libra esterlina (era um grupo de países que atrelavam suas moedas à libra esterlina ou realmente usavam a libra como sua própria moeda). Holt promoveu um maior envolvimento com a Ásia e o Pacífico e fez visitas a vários países do Leste Asiático. Seu governo expandiu o envolvimento da Austrália na Guerra do Vietnã e manteve laços estreitos com os Estados Unidos sob o presidente Lyndon B. Johnson. Ao visitar a Casa Branca, Holt proclamou que estava "totalmente com LBJ", uma observação que foi mal recebida em casa.

Em dezembro de 1967, Holt desapareceu enquanto nadava em condições difíceis em Cheviot Beach, Victoria. Ele foi dado como morto, embora seu corpo nunca tenha sido recuperado; seu desaparecimento gerou uma série de teorias da conspiração. Holt foi o terceiro primeiro-ministro australiano a morrer no cargo. Ele foi sucedido pelo líder do Partido do País, John McEwen, interinamente, e depois por John Gorton. Sua morte foi homenageada de várias maneiras, entre elas o estabelecimento do Harold Holt Memorial Swimming Centre em Melbourne.